# 天青寺大殿
天青寺大殿，位于中国河北省邯郸市武安市崔炉村，为邯郸市武安市的一个全国重点文物保护单位，类型为古建筑，公布时间为2013年5月。
天青寺大殿的历史年代为明代。